# Turmhügel im Sauanger
Der Turmhügel im Sauanger, auch Burgstall im Sauanger genannt, ist eine abgegangene Turmhügelburg (Motte) am östlichen Ortsende von Mittelhof (unmittelbar südlich der Gemeindeverbindungsstraße nach Dippersricht), einem Gemeindeteil der Gemeinde Offenhausen im Landkreis Nürnberger Land in Bayern.

## Geschichte
Die Burg wurde im 13. Jahrhundert von den ortsadligen von Mittelhof, die Ministeriale nicht genannter Adelsgeschlechter waren und von denen noch fünf in Kucha Ende des 13. Jahrhunderts nachgewiesen sind. Möglicherweise waren sie Dienstleute der Schenken von Reicheneck auf Burg Reicheneck. Möglicherweise kann die heute als Burgstall im Sauanger bezeichnete Anlage aber auch als vorgeschobene Warte der nahen Burg Hohenkuchen gedient haben, die etwa 650 Meter östlich auf dem Schlossberg lag.
Von der ehemaligen Burganlage, deren Turmhügel nach 1959 beim Bau einer Straße und eines Wohnhauses erheblich beschädigt wurde, sind nur noch geringe Reste vorhanden.